# Hafen von Yantian

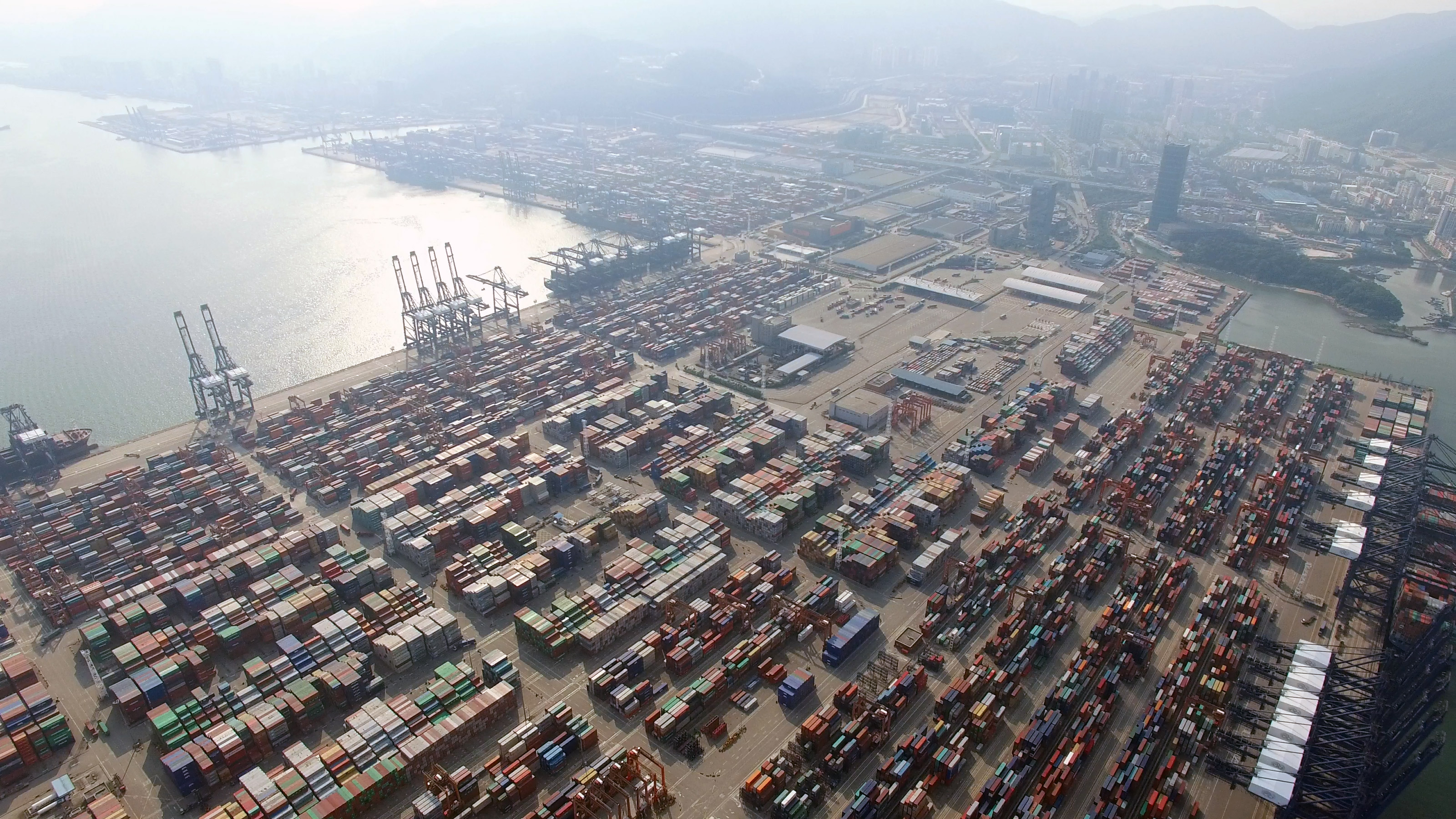
Containerterminal

Der Hafen von Yantian ist ein Hafen in der chinesischen Stadt Shenzhen. Eigentümer des Hafens ist die Shenzhen Yantian Port Group. Der Hafen hat mit dem Yantian International Container Terminal ein Containerterminal mit 16 Liegeplätzen. Das Terminal ist ein Joint Venture zusammen mit der Hutchison Port Holdings. Daneben gibt es mit dem Yantian Port Bonded Logistics Park ein Zolllager mit einer Fläche von 96 Hektar. Das Zolllager ist in einen nördlichen und einen südlichen Teil geteilt. Verkehrstechnisch ist der Hafen an den Yanaba Expressway, die S30 Huishen Coastal Expressway und an die Autobahn Changchun-Shenzhen angeschlossen. 90 Prozent aller Elektronikexporte aus der Volksrepublik China erfolgen über den Hafen von Yantian.